# پورت واشینگتن (ویسکانسین)
پورت واشینگتن، ویسکانسین (به انگلیسی: Port Washington) شهری در شهرستان اوزاکی ایالت ویسکانسین است که در سال ۱۸۸۲ بنیان‌گذاری شده‌است. این شهر طبق سرشماری سال ۲۰۱۰ میلادی ۱۱٬۲۵۰ نفر جمعیت داشته‌است.